# Vukan Nemanjić
Vukan Nemanjić, kralj Duklje (1195. – 1207.) i veliki župan Raške (1202. – 1205./1207.),  katoličke vjeroispovijesti. Bio je prvorođeni sin Stefana Nemanje, ali je lišen raškog prijestolja, na koji je došao mlađi brat Stefan Nemanjić.
Otac mu je nakon osvajanja Duklje, dao to područje na upravu krajem 1180-ih.:str. 42. Duklja je u to doba bila katolička i Vukan je bio katolik. Neki znanstvenici smatraju da je Nemanja time pripremao Vukana za nasljednika prijestolja.:str. 42. Drugi smatraju da je to bila kompenzacija zbog lišavanja prijestolja.
Nakon smrti velikog župana Stefana Nemanje, Vukan je nakratko preuzeo vlast u Raškoj, uz pomoć Ugarske. Gubi mu se svaki trag 1207. godine.
Za njegove vladavine u Raškoj je nastalo Vukanovo evanđelje

## Mladost i obitelj
Vukan Nemanjić je bio najstariji sin Stefana Nemanje, raškog velikog župana. Njegova mlađa braća su bili Stefan i Rastko (sveti Sava).
Vukan je imao tri sina: Đorđa, koji je živio u Ulcinju, Stefana koji je podigao samostan Moraču i Dmitra, redovnika Davida, koji je imao unuka kneza Vratka, oca knjeginje Milice.

## Nemanjino osvajanje Duklje
Nemanja je tijekom 1180-ih godina osvajanjima uspio proširiti Rašku na područje tadašnje Duklje (današnja Crna Gora), Travunije (glavni grad Trebinje) i Huma. On je oko 1183. godine vojskom napao Duklju i tamošnjeg kneza Mihaila III. Vojislava iz vladarske dinastije Vojislavljevića. U tom izrazito surovom i razornom pohodu zauzeo je gradove Skadar, Svač, Ulcinj, Bar, Drivast, Risan i druge, dok je ostale poharao i opustošio:
Nakon što je osvojio Duklju, Nemanja se oko 1186. godine spominje kao vladar u Kotoru, u kojem je podigao svoj dvorac.
Otac mu je dao Duklju na upravu do 1190. godine.:str. 42.

## Vukanova vladavina Dukljom
Zbog toga što se okoristio križaarskim napadima na Bizant, Nemanju je strogo kaznio Isak II. Anđeo. Početkom 1191. godine nametnut je mir prema kojem je Nemanja morao vratiti osvojene bizantska područja, i potpisati da ga nasljeđuje srednji sin Stefan, koji postaje bizantski zet i sevastokrator, a ne najstariji Vukan. Kada se Nemanja povukao s vlasti 25. ožujka 1195. godine, krunu je predao srednjem sinu Stefanu, koji postaje veliki župan Raške, a najstarijem sinu Vukanu je ostavio na upravu Duklju, Travuniju, Hvosno i Toplicu.
Vukan koji je bio guverner Duklje se ubrzo proglasio za kralja Duklje, što je bila ranija dukljanska titula Vojislavljevića. Rašani nisu imali kraljeva, već samo velikoga župana. Pretpostavlja se da je Vukan stekao naslov kralja tako što se oženio nekom princezom iz stare zetske kraljevske loze. U jednoj kotorskoj latinskoj ispravi iz 1197. godine navodi se naslov "gospodina našega Vukana, Duklje, Dalmacije, Travunije i Toplice slavnoga kralja." Vukan je sebe nazivao kraljem, a i rimski papa ga je nazivao tako. Moguće i da mu je poslao kraljevsku krunu.:str. 43. Bez obzira na to Vukan je i dalje priznavao očevu vrhovnu vlast. 
Susjedni Huma je 1198. godine pala pod vlast Ugarske, čime dolazi do zbližavanja Vukana i Andrije, ugarskog vojvode Hrvatske i Dalmacije:str. 46. U idućem razdoblju Vukan je radio s Ugarima protiv Dubrovnika i Bosne.:str. 46.
Vjernici Duklje i Bosne bili su pod nadležnošću Dubrovnika. Dubrovnik, koji je dopuštao lokalne bosanske običaje i slavenski jezik u bogoslužju, je optuživan za popustljivost.:str. 46. Početkom 1199. godine Vukan je uspio izboriti od pape, vjerojatno uz pomoć Ugarske i Splita, izuzimanje Bara iz dubrovačke nadležnosti. Vraćen je status Barske nadbiskupije, a barski biskup je ponovno postao nadbiskup:str. 46. Vukan je objavio obnovu nadbiskupije na crkvenom saboru u Baru u ljeto 1199. godine, kojem su prisustvovali biskupi iz Vukanovih zemalja, i papini legati.:str. 46. Ovaj sabor je trebao ojačati Katoličku crkvu u Vukanovim zemljama, i njegov utjecaj na vjerske poslove. Sabor je također imao zadatak pred papom Vukana predstaviti kao revnog katolika i osigurati papinu naklonost.
Te 1199. godine Vukan, kralj Dalmacije i Duklje, je pisao rimskom papi Inocentu III., osnivaču Inkvizicije, denuncirajući kao heretike bosanskog bana Kulina i njegovu sestru, udovicu kneza Miroslava. Vukan ga upozorava da se „u zemlji Bosni razvija hereza ne malih razmjera i to u tolikoj meri da je i sam ban Kulin, pošto je sa svojom ženom i svojom sestrom ... i s više svojih srodnika bio zaveden, preveo u ovu herezu više od deset tisuća kršćana“. On obrazlaže da njihovo učenje, koje se toliko raširilo u Bosni, predstavlja ozbiljnu opasnost po interese rimske crkve. Stoga, zaključuje Vukan, jedini izlaz je da papa pošalje ugarskog kralja oružjem zatrti ovo krivovjerje. On napominje da su izaslanici pape kao sunce prosvijetlili njegovo kraljevstvo i da je sretan što je otkrio da je u srodstvu s papom. Vukanovi postupci se mogu objasniti time da je on imao neka posezanja za Bosnu, te da je računao kako će na ovaj način najlakše skršiti Kulina.

## Borba za vlast u Raškoj
Nakon smrti Stefana Nemanje 1199. godine dolazi do sve otvorenije borbe za prijestolje u Raškoj između Vukana i Stefana. 
Oko 1201. ili 1202. godine Stefan je otjerao s dvora svoju ženu, bizantsku princezu Jevdokiju, na veoma grub način, golu u samoj košulji. Kao razlog naveo je njenu nevjeru. Evdokija nije odmah otišla za Bizant, već se prvo zaputila u Vukana koji ju je lijepo primio i zatim otpravio za Drač, iz kojega je otputovala u Carigrad. Ovaj događaj Vukan je spretno iskoristio i osim što je Evdokiju primio s počastima uputio je Stefanu teške prijekore. Naime, Evdokija je bila dio mirovnog ugovora na osnovu kojeg je Stefan postao nasljednik umjesto Vukana.
Ubrzo izbijaju oružani sukobi između Vukana, kojem je pomagao hrvatsko-ugarski kralj Emerik, i Stefana, kojem je pomagao bugarski car Kalojan. Ugarska i Bugarska su tada bile u ratu. Sukob braće oko prijestolja nanio je golemu štetu Raškoj. Razaranja u građanskom ratu su bila strašna.

## Vukanova vladavina Raškom
Početkom 1202. godine prvorođeni sin Vukan, uz pomoć Ugara, preuzima vlast u Raškoj, a Stefan bježi na područje Bugarske. Vukan je ubrzo potom proglašen velikim županom. Njegov službeni naslov je bio: "Veliki župan Vukan, vladar srpske zemlje, Zete, pomorskih gradova i područja Nišave". Međutim ugarski kralj je sebi uzeo naziv kralja Srbije što je stoljećima nadalje krasilo ugarski naslov. U zamjenu za pomoć Vukan je postao ugarski vazal, i morao je ući u rat s Bugarskim Carstvom kao ugarski saveznik. Taj rat je gotovo odmah krenuo loše po Srbiju. 
U ljeto 1203. godine, Bugarska napada Vukanovu Srbiju, pustošeći zemlju i zaposjedujući istočna područja. Nije poznato je li Kalojan ratom pomagao Stefanu, ili je samo koristio prednost nestabilne situacije.:str. 49.  Kalojan je u pohodu protiv Raške osvojio Braničevo, Niš, Skoplje i Prizren:str. 95., koje je Nemanja prethodno priključio Raškoj. 
Početkom 1204. godine, rimski papa piše ugarskom kralju Emeriku o pripremama za Vukanovu krunidbu.:str. 50. Iste 1204. godine kralj Emerik umire. Nakon smrti kralja Emerika Ugarska se našla u unutarnjoj borbi za vlast tako da je Vukan ostao sam na bojnom polju protiv Bugarske. Iste 1204. godine, pada Carigrad, Bugari jačaju i zauzimaju zapad Bizantskog Carstva, Prizren, Skoplje, Ohrid. 

## Svrgavanje i smrt
Oko 1205. godine, Stefan, uz pomoć bugarskog cara Kalojana, preuzima vlast nad Raškom. Stefan tada zove Savu doći u Rašku i donijeti Nemanjine posmrtne ostatke. U pismu ga podsjeća na očevu volju da on vlada, tvrdeći da je Vukanova neposlušnost uzrok građanskoga rata. Stefan izvješćuje da je rat privremeno dobio, ali da Vukan još nije svladan, te mu je potrebna simbolična podrška:
Sava se odaziva Stefanovom pozivu i sa skupinom crnorizaca i Nemanjinim kostima žuri u Rašku. U zemlju stiže oko 1206. ili početkom 1207. godine,:str. 50., podržati Stefana kojeg naziva "bogom izabranog" dok Vukana zove "velikim knezom". Vukan i Stefan su još uvijek bili u ratu, kada Sava dolazi s Nemanjinim tijelom.:str. 50. Stefan u Hvosnu upriličuje svečani doček Nemanjinih kostiju. Crkvena inačica priče glasi da su se Stefan i Vukan, baš tu nad kostima mrtvoga oca, konačno pomirili. No, izgleda da je dočeku prisustvovao samo Stefan, ali ne i Vukan, kojem se ubrzo gubi svaki trag, a nije nemoguće i da je uklonjen. Vukan se posljednji put spominje 12. travnja 1207. godine u jednom ugovoru između Dubrovnika i Kotora. 
Od 1208. godine njegov sin Đorđe Nemanjić je novi kralj Zete.

## Vanjske poveznice
- Pismo Vukana Nemanjića rimskom papi, iz 1199. godine